# Tis v Chudenicích
Tis v Chudenicích je památný strom jihozápadně od obce Chudenice. Vitální samičí tis červený (Taxus baccata) roste u hájovny pod vrchem Bolfánkem v nadmořské výšce 570 m. Strom je starý přibližně 155 let, dosahuje výšky 14 m, šířka koruny 20 m a obvod jeho kmene měří 248 cm (měření 2004 a 2009). Strom je chráněn od 18. prosince 2000 jako dendrologicky cenný taxon, významný biologicky (z více hledisek), významný ekologicky, chráněný druh, krajinná dominanta, významný vzrůstem.

## Stromy v okolí
- Černínova douglaska
- Dub v Lučici
- Chudenická lípa
- Lázeňská lípa
- Zámecká lípa v Chudenicích